# Okrúhle
Okrúhle (maďarsky Kerekrét) je obec na Slovensku v okrese Svidník. Obec se nachází v Nízkých Beskydech, přesněji v Ondavské vrchovině. Obcí protéká říčka Radomka.

## Místní části
- Okrúhle
- Šapinec (začleněn v roce 1964)

## Historie
Místo bylo osídleno již v pravěku – koncem eneolitu, začátkem doby bronzové.
Obec je poprvé písemně zmíněna v roce 1414 jako Kerekreth. V roce 1427 měla obec 45 port, během polského tažení v letech 1490 až 1492 byla vesnice zničena a poté na čas neobydlena. V roce 1787 obec měla 47 domů a 392 obyvatel, v roce 1828 zde bylo 49 domů a 369 obyvatel, kteří byli zaměstnáni jako povozníci, obchodníci s obilím a ovocnáři. Za první republiky byla většina obyvatel zaměstnána na velkostatku, v západní části obce se lidé zabývali rolnictvím. Do roku 1945 byly v provozu lihovar a parní pila a v letech 1956–1957 přestal pracovat i mlýn.

## Pamětihodnosti
- Soubor pravěkých mohýl, archeologická lokalita z období eneolitu.
- Římskokatolický kostel sv. Martina z Tours, jednoduchá jednolodní historizující stavba s polygonálním ukončením presbytáře a částečně představenou věží, z roku 1902. Stojí na místě staršího kostela z roku 1750. Interiér je zaklenut pruskými klenbami. Zařízení pochází z doby jeho vzniku. Fasády kostela jsou hladké s půlkruhově ukončenými okny a opěrnými pilíři. Věž je ukončena jehlancovou helmicí.[2]
- Řeckokatolický chrám sv. Kosmy a Damiána v části Šapinec, jednolodní secesní stavba z roku 1910 s polygonálním ukončením presbytáře a představenou věží. Zařízení pochází z doby jeho vzniku. Fasády chrámu jsou hladké, ale dekorativně členěné opěrnými pilíři a půlkruhově ukončenými okny. Zešikmení opěrných pilířů vytváří dojem monumentální rozložitosti stavby. Věž je ukončena barokní helmicí.[3]

## Rodáci
- Michal Bosák, anglicky Michael Bosak (1869–1937), americký bankéř a mecenáš, signatář Pittsburské dohody